# Paul Gilbert
Paul Gilbert (Carbondale, 6 november 1966) is een Amerikaanse metal-gitarist.
Gilbert werd geboren in Carbondale en groeide op in Greensburg (Pennsylvania). Hij begon als 5-jarig jongetje met het spelen van gitaar. Op 15-jarige leeftijd speelde hij in lokale gelegenheden met de band Tau Zero en werd hij in het tijdschrift Guitar Player Magazine genoemd als opvolger van Yngwie Malmsteen. Op achttienjarige leeftijd gaf hij gitaarles aan de drie jaar jongere Buckethead.
In 1984 vertrok hij naar Los Angeles om aan het Guitar Institute of Technology te gaan werken als instructeur. Daar formeerde hij de band Electric Fence, die later Racer X zou worden genoemd. In 1986 kwam hun debuutalbum Street Lethal uit, dat een jaar later gevolgd zou worden door Second Heat. In 1988 voegde Paul zich bij Mr. Big, die hij in 1997 weer verliet. In 1997 kwam hij met zijn solodebuut King Of Clubs, dat gevolgd werd door  Flying dog in 1998, Beehive Live in 1999 en Alligator Farm in 2000. In 2007 nam hij met zijn band deel aan de G3 Tour. Paul Gilbert wordt gezien als een van de snelste en meest technische shred-gitaristen. 

## Mr Big
In 1988 vormt Gilbert de supergroep Mr. Big waarmee hij wereldwijd succes heeft met de akoestische ballad To be with you wat in 1992 in 12 landen een nummer 1 notering kreeg, waaronder Nederland en de VS. Andere singles waren Just take my heart en de Cat Stevens cover Wild world. In 1997 stapte Gilbert op om solo verder te gaan en om zich weer aan te sluiten bij Racer X. In 2008 geeft Gilbert een concert in de VS en nodigt 2 van zijn oude bandleden van Mr. Big uit om mee te spelen. Dit bevalt zo goed dat besloten wordt om in 2009 weer verder te gaan met Mr. Big. Zo komt er een verzamel cd met oude en nieuwe nummers uit met de single next time around en een tour. eerst in Japan en later ook Europa.

## Techniek
Gilbert speelt bij het aanslaan volledig uit zijn pols, waardoor het hem lukt om zeer snelle riffs te spelen waarbij hij alle noten aanslaat. Ook maakt hij vaak gebruik van blue notes. Deze twee dingen in combinatie zijn belangrijke ingrediënten van zijn persoonlijke sound.

## Gitaren en randapparatuur
Paul Gilbert maakt gebruik van Ibanez gitaren met Dimarzio elementen. In de beginjaren van Racer X maakte hij vooral gebruik van een epiphone die hij modificeerde met een kahler vibrato. Ook speelde hij eind jaren 80 vaak op een Custom Roze Ibanez RG met een humbucker in de brug en een minibucker element in de hals positie. In 1990 bracht Ibanez de PGM (Paul Gilbert Model) op de markt, wat gebaseerd is op de Ibanez RG. Kenmerkend voor deze gitaar is dat er een F-gat op de gitaar is geschilderd. Dit model is in vele verschillende varianten uitgebracht. Paul Gilbert heeft ook een twee andere signatuurgitaren van Ibanez die beiden een variant van de Ibanez Fireman zijn. De een is met drie enkelspoelselementen uitgerust en de ander met twee minihumbuckers. Zelf speelt hij tegenwoordig (anno 2020) veel op een paarse Ibanez Fireman met drie minihumbuckers. Op de body van die gitaar is een magneetstrip bevestigd waaraan hij zijn stalen slide kan “plakken”. Omdat hij grote handen heeft hebben zijn eigen Firemans een dikkere hals dan de productiemodellen. Een dikkere hals klinkt volgens hem beter.
Hij speelt graag over plexi-stijl Marshallversterkers die hij clean instelt en met pedalen tot een overstuurd geluid brengt. Tegen Youtuber Henning Pauly grapte hij daarover dat die overal ter wereld te huren zijn en het nog goed doen omdat ze niet zoals de modernere Marshalls zijn misbruikt door metalgitaristen. Begin 2020 bracht Pedalenfabrikant JHS een met Paul Gilbert samen ontwikkelt distortion pedaal uit dat het geluid van een elektronenbuis die het signaal bijna niet aankan simuleert. Het pedaal is geïnspireerd op de eerste gitaarversterker die Gilbert ooit bezat. Ook gebruikt hij het TC-electronic overdrivepedaal Mojo-Mojo veel.

## Discografie
- King of clubs (1997)
- Flying dog (1998)
- Beehive live (1999)
- Aligator farm (2000)
- Raw blues power (2002)
- Burning Organ (2002)
- Paul the young dude/Best of (2003)
- Gilbert hotel (2003)
- Acoustic samurai (2003)
- Space ship one (2005)
- Get out of my yard (2006)
- Silence followed by a deafening roar (2008)
- United States (2009)
- Fuzz Universe (2010)
- Vibrato (2012)
- Stone Pushing Uphill Man (2014)
- I Can Destroy (2016)
- Werewolves of Portland (2021)

## Mr. Big
- Mr. Big (1989)
- Lean into it (1991)
- Bump ahead (1993)
- Hey man (1996)
- Big bigger biggest/The best of (1997)
- Next time around (2009)
- What If... (2011)
- Live from the living room (2012)